# Перге

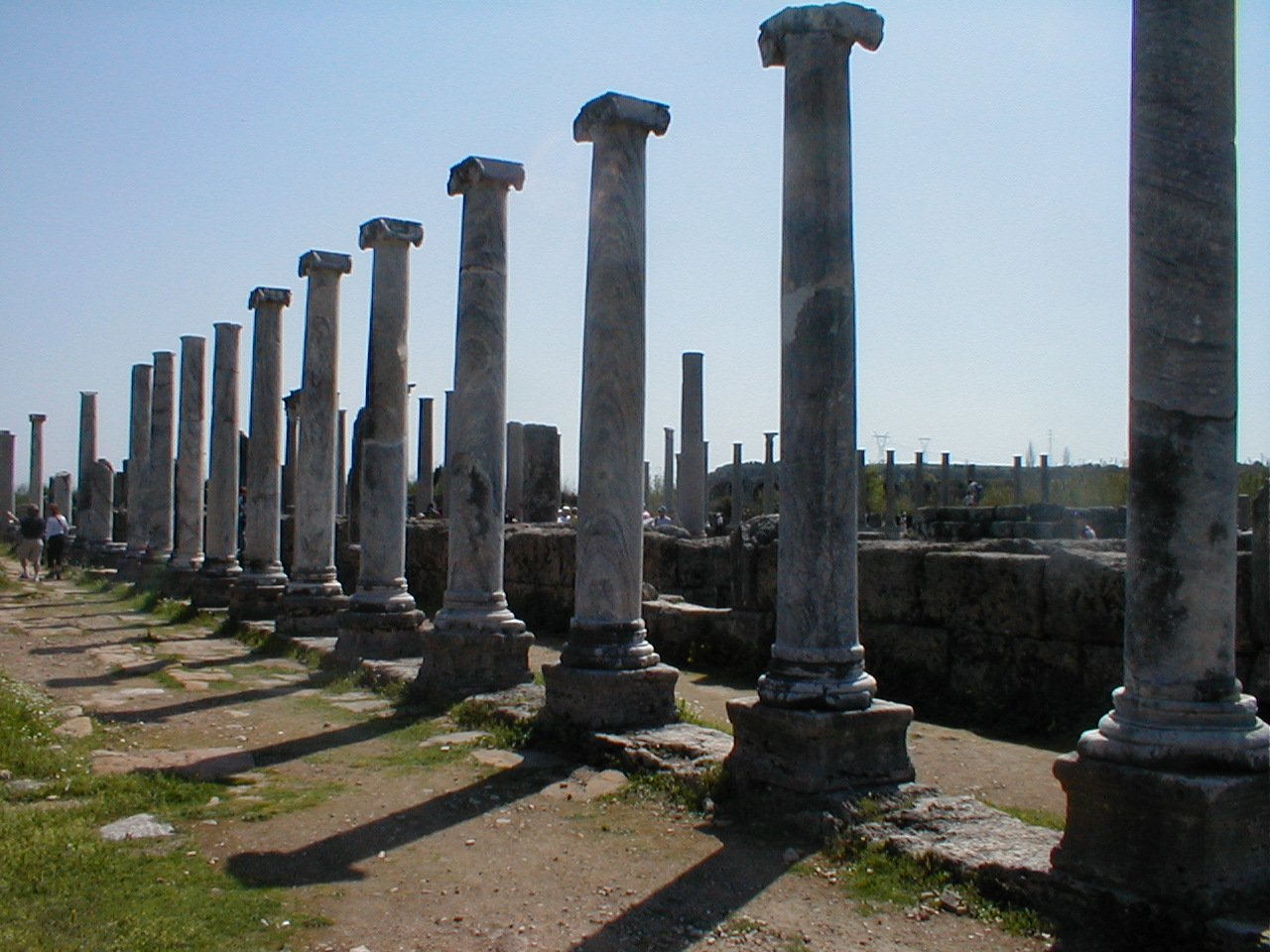
Руины Перге

Перге или Перга (др.-греч. Πέργη, тур. Perge) — руины древнего города, расположенные в северо-восточной части района Аксу, входящего в состав города Анталья.

## История
Согласно легенде, город был основан прорицателем Калхасом после Троянской войны. Во избежание набегов с моря, город был основан в 11 километрах от морского побережья на берегу судоходной в древности реки Кестр (ныне Аксу).
В VII веке до н. э. город перешёл к лидийцам, а затем в VI веке до н. э. — к персам.
В 333 году до н. э. без боя сдался Александру Македонскому. Затем город был под властью Селевкидов и Пергама.
В 262 году до н. э. в городе родился его самый знаменитый уроженец — математик и геометр Аполлоний.
В 189 году до н. э. в результате Антиоховой войны Перге перешёл под власть Рима.
В римский период город достиг наивысшего расцвета. В I—II веках н. э. Перге был одним из крупнейших городов Малой Азии, состязаясь с Сиде за звание главного города Памфилии.
В I веке в городе проповедовали апостолы Павел и Варнава.
В византийскую эпоху река Кестр, главная артерия, соединявшая Перге с побережьем, заилилась, что привело к упадку города.
В VII—VIII веках набеги арабов привели к дальнейшему опустошению города. К приходу в XI веке сельджуков от некогда богатого города осталось небольшое селение, которое затем и совсем исчезло.
Раскопки на территории Перге ведутся с 1946 года, но бо́льшая часть города всё ещё погребена под землёй. Древнейшие находки, сделанные на акрополе Перге, относятся к 5-му тысячелетию до н. э., а постоянное поселение там существовало с 3-го тысячелетия до н. э. Таким образом, город значительно древнее, чем утверждают легенды.
В 2009 году Перге был включён в предварительный список объектов Всемирного наследия ЮНЕСКО.

## Описание
К югу от городских стен находится театр на 15 000 человек, построенный в первой половине II в. 42 ряда зрительских мест разделены широким проходом (диазомой) на два яруса: 23 ряда вверху и 19 внизу. Скена высотой 25 метров декорирована мраморными рельефами с мифологическими сценами. Некоторые из украшений театра выставлены в Археологическом музее Антальи.
Рядом с театром расположен стадион на 12 000 зрителей (ширина — 34 м, длина — 234 м), один из лучших по сохранности в Турции. Стадион имел 12 рядов, в основании которых находится сводчатая конструкция. В каждой третьей ячейке этой конструкции был вход на стадион, а в остальных (глухих) располагались торговые лавки.
Остатки стен города, которые были высотой 12 м, сохранились с эллинистических времен. Южные ворота, через которые посетители попадают в город, называются «Римскими воротами» и датируются IV в. В 92 м за ними находятся эллинистические ворота, датируемые III в. до н. э., но перестроенные во II в. н. э. Эти ворота обрамлены двумя башнями округлой формы. За воротами небольшой U-образный двор с нишами в стенах. Раскопки показали, что здесь когда-то стояли статуи богов, императоров и основателей города.
К западу от эллинистических ворот располагаются хорошо сохранившиеся римские термы (II в.), которые считались самыми большими в Памфилии. Они имели мраморную отделку, были украшены скульптурами и рельефами. С восточной стороны от эллинистических ворот находилась агора: окружённая колоннадой квадратная площадь с длиной стороны 65 м.
За эллинистическими воротами начинается центральная улица города длиной около 300 м. По её центральной оси проходил водный канал, по обе стороны от которого располагалась проезжая часть. Боковые, пешеходные зоны улицы были выполнены в виде портиков с торговыми и ремесленными лавками. Колоннады портиков частично сохранились. С упадком города неиспользуемая часть дороги застраивалась монументами и другими сооружениями. Центральная улица заканчивается нимфеем эпохи Адриана, за которым начинается подъём на плоский холм с акрополем. Сооружения акрополя плохо сохранились.
Центральную улицу пересекает декуманус, также оформленный колоннадами, которые прежде поддерживали портики. Декуманус соединял западные и восточные городские ворота. В северо-западной части города на декуманусе располагались ещё одни бани.
Также обнаружено множество остатков жилых зданий и общественных сооружений эллинистического и римского периодов. В черте города находились три базилики.
Сейчас в Перге ещё ведутся раскопки. Приезжать туда лучше всего осенью, на территории руин очень жарко летом. Вход на территорию стоит 11 евро (оплату принимают только в турецких лирах по курсу на текущий момент).

Панорама театра в Перге
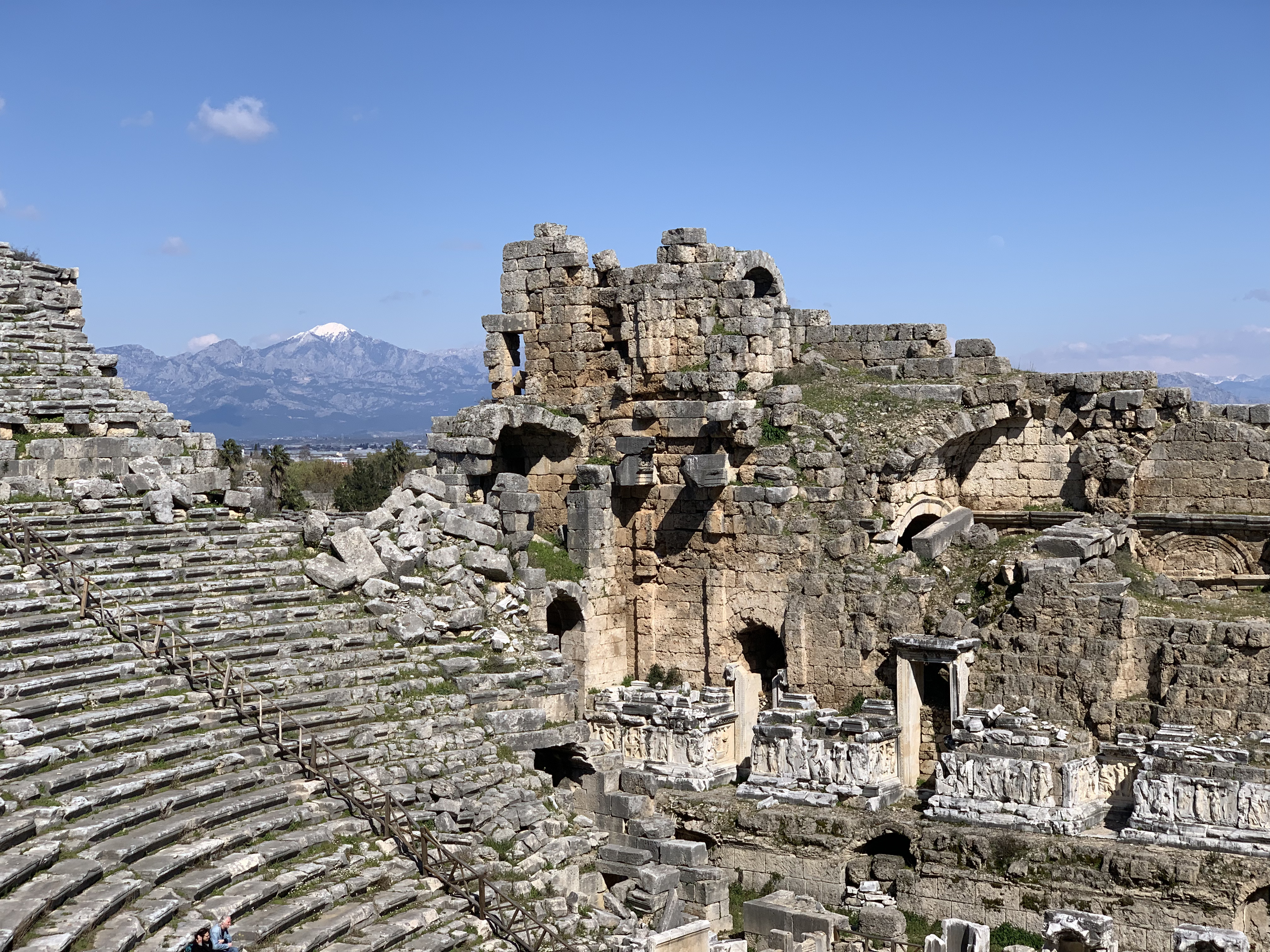
Фрагмент амфитеатра
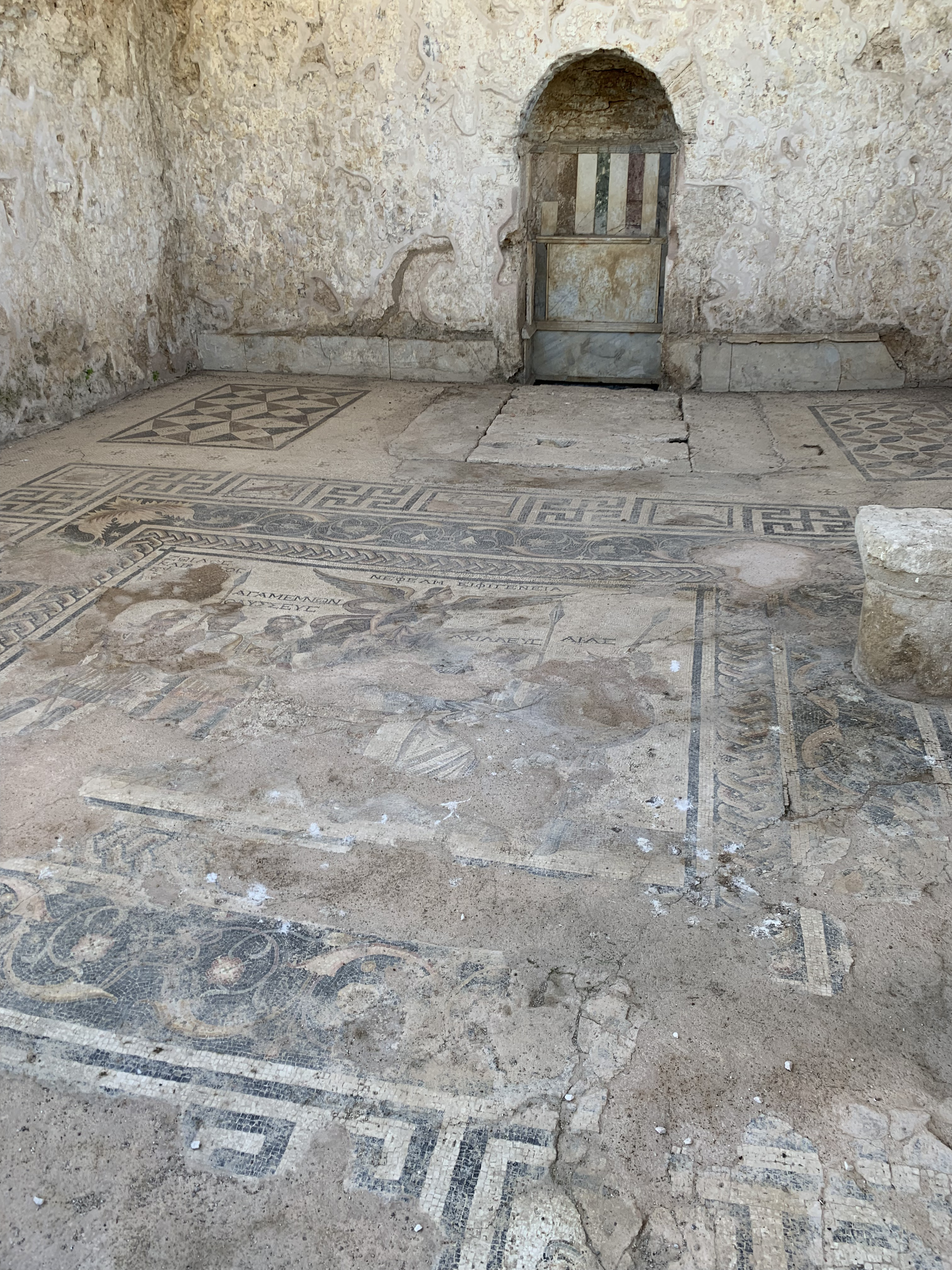
Фрагмент восстановленной мозаики
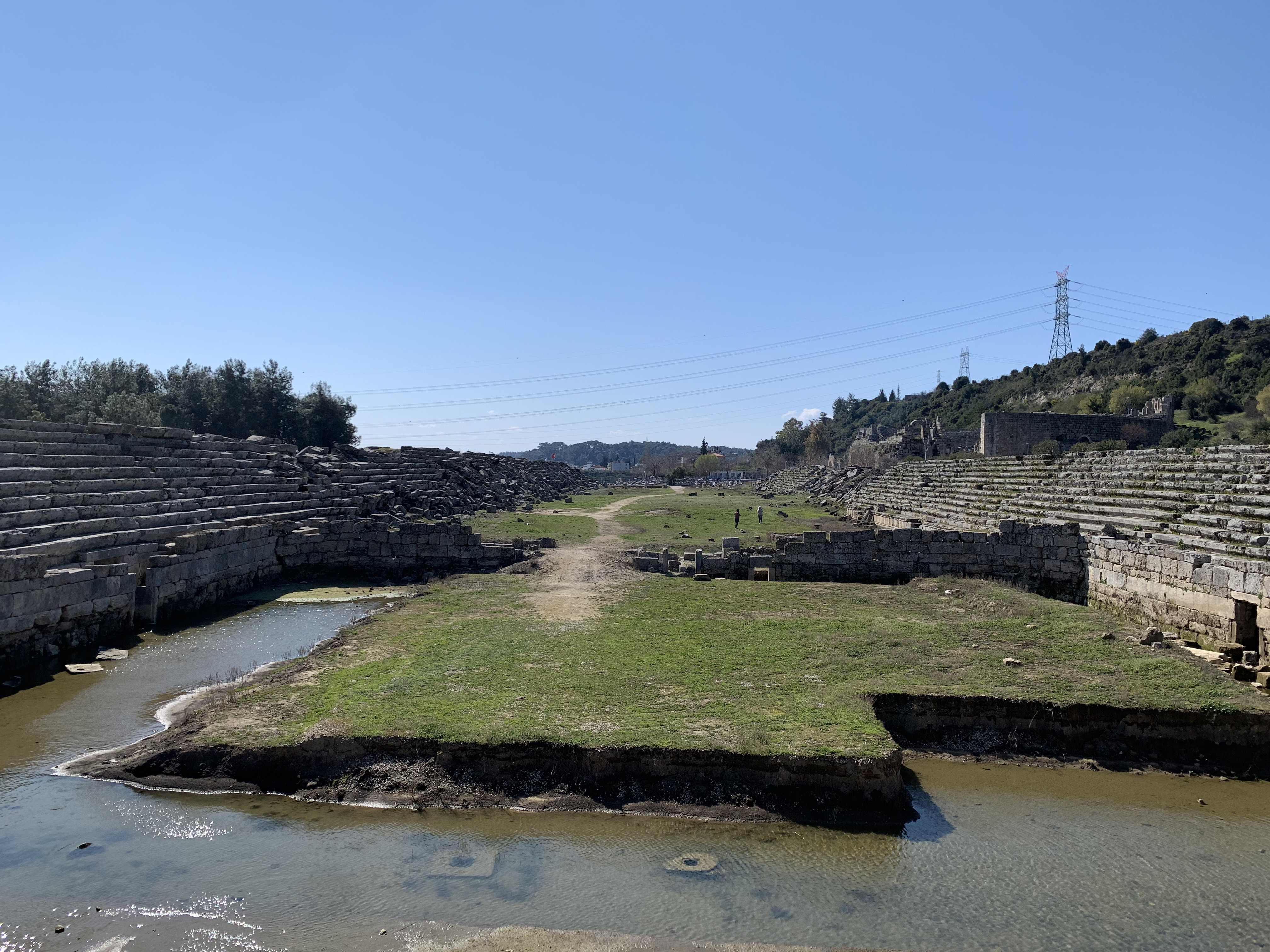
Поле древнего стадиона в Перге
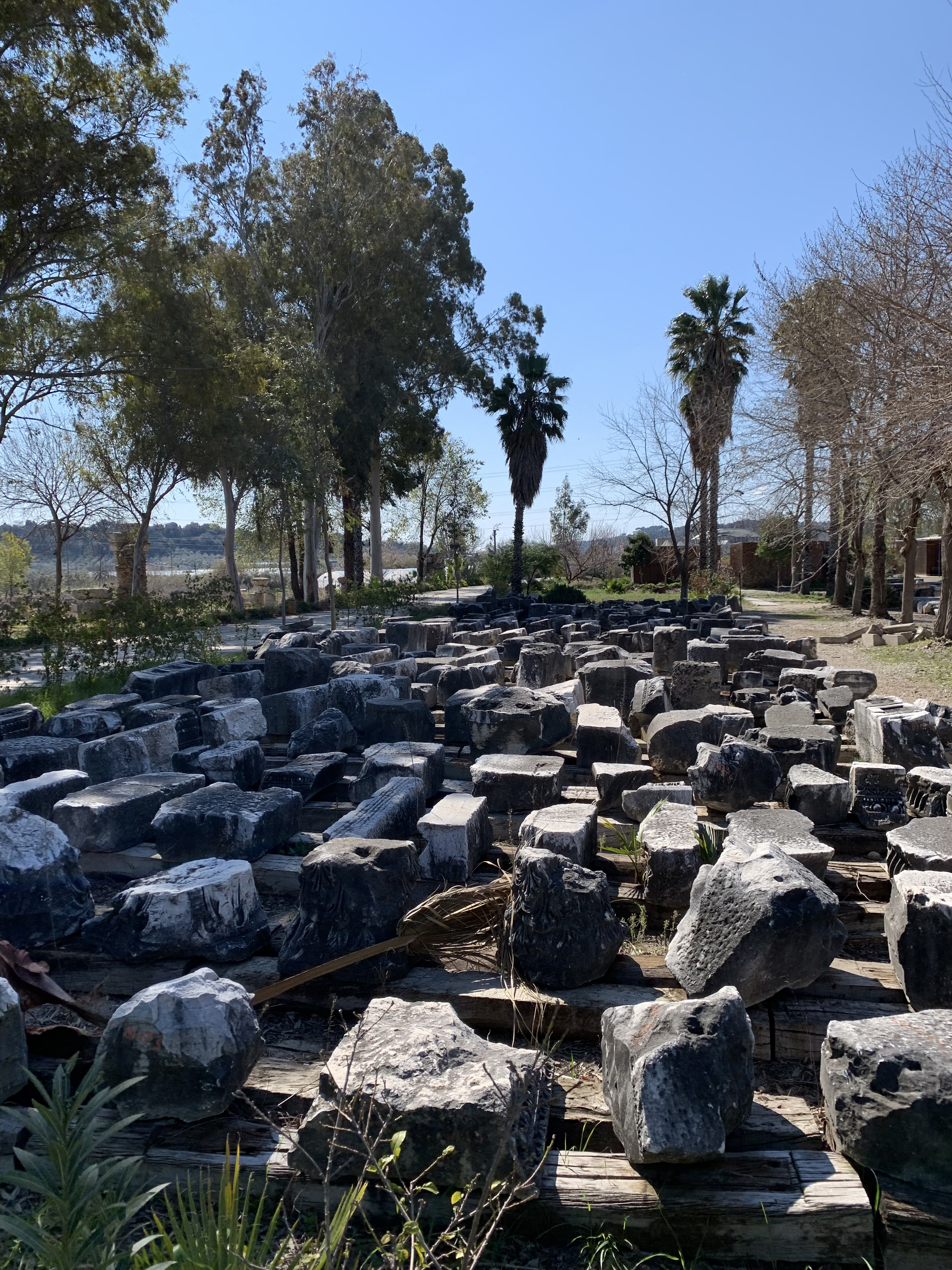
Фрагменты древних зданий и городской среды
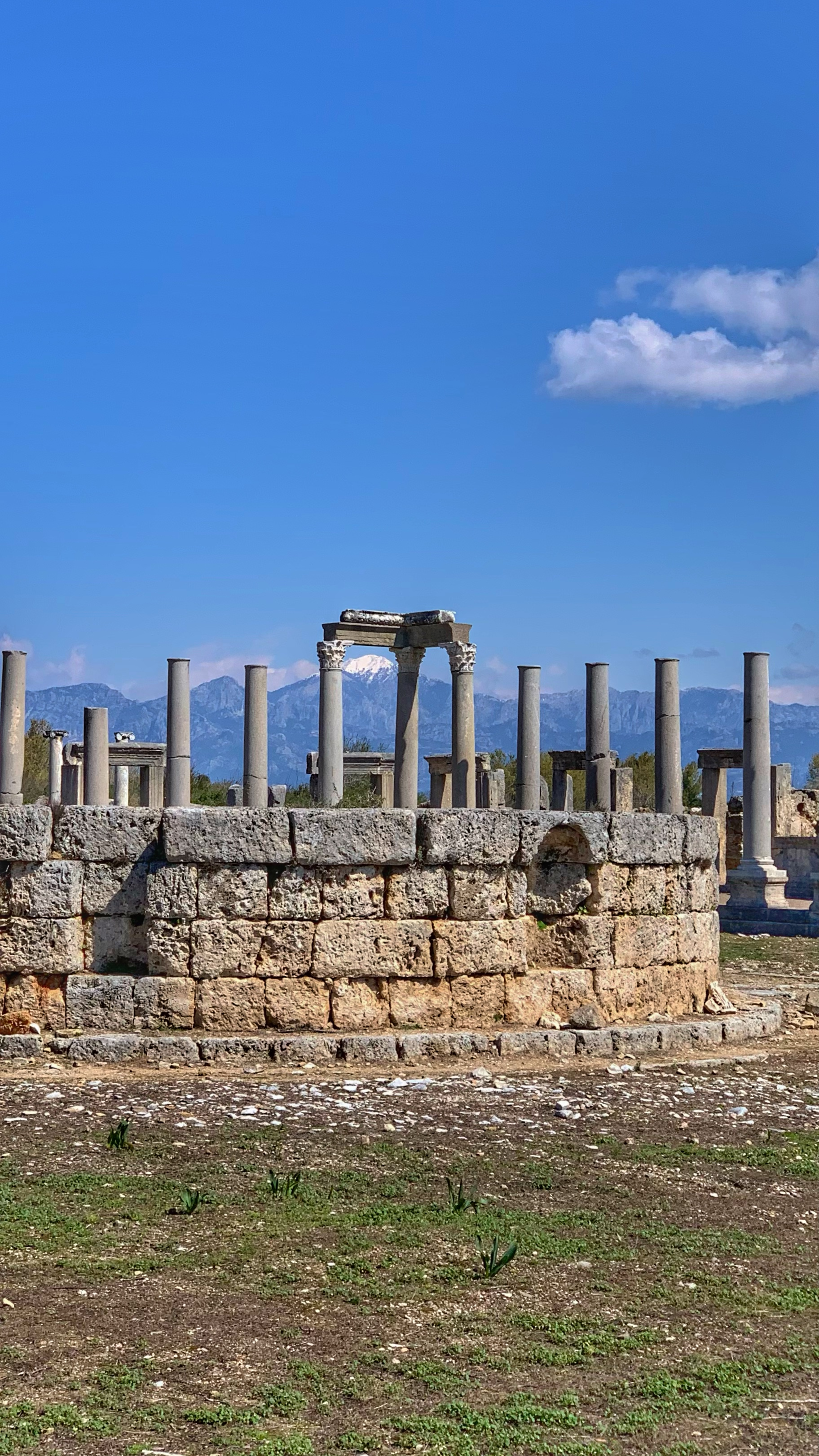
Колоннада и колодец в Перге на фоне горного хребта

## Возвращение Геракла

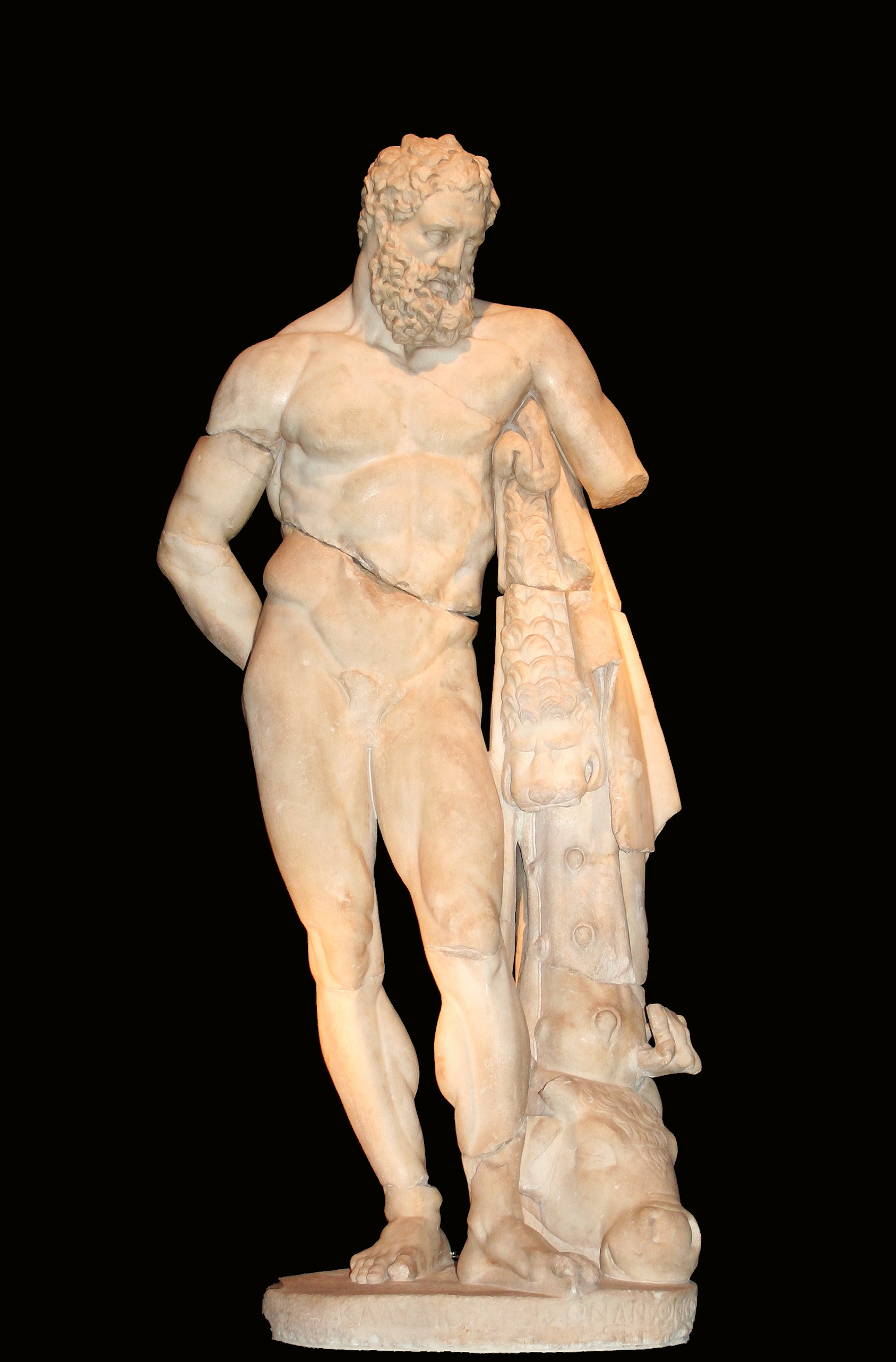
Геракл, II век

Нижнюю часть копии Геркулеса Фарнезского — статуи Лисиппа, изобразившего Геракла отдыхающим, обнаружила турецкий археолог Жале Инан (1914—2001) в Перге в 1980 году. Статуя датируется III веком.
Верхнюю часть статуи вывезли контрабандой. В 1981 году её приобрёл Музей изящных искусств в Бостоне. Эту часть вернули в Турцию 25 сентября 2011 года на личном самолете премьер-министра страны Реджепа Тайипа Эрдогана.
Статуя хранится в Музее Антальи.